# Episodi di The Carmichael Show (seconda stagione)
La seconda stagione della serie televisiva The Carmichael Show, composta da 13 episodi, è stata trasmessa sul canale statunitense NBC dal 9 marzo al 29 maggio 2016.
In Italia, la stagione è andata in onda dal 6 marzo al 17 aprile 2017 sul canale a pagamento Joi.
| nº | Titolo originale  | Titolo italiano          | Prima TV USA   | Prima TV Italia |
| -- | ----------------- | ------------------------ | -------------- | --------------- |
| 1  | Everybody Cheats  | Tutti tradiscono         | 9 marzo 2016   | 6 marzo 2017    |
| 2  | Fallen Heroes     | Eroi caduti              | 13 marzo 2016  | 6 marzo 2017    |
| 3  | The Funeral       | Il funerale              | 13 marzo 2016  | 13 marzo 2017   |
| 4  | Perfect Storm     | La tempesta perfetta     | 20 marzo 2016  | 13 marzo 2017   |
| 5  | Gentrifying Bobby | Un nuovo quartiere       | 27 marzo 2016  | 20 marzo 2017   |
| 6  | New Neighbors     | I nuovi vicini           | 3 aprile 2016  | 20 marzo 2017   |
| 7  | Ex Con            | L'ex detenuto            | 10 aprile 2016 | 27 marzo 2017   |
| 8  | The Blues         | Malinconia               | 24 aprile 2016 | 27 marzo 2017   |
| 9  | Facebook Friends  | Amici di Facebook        | 1º maggio 2016 | 3 aprile 2017   |
| 10 | Man's World       | Un mondo per uomini      | 8 maggio 2016  | 3 aprile 2017   |
| 11 | Maxine's Dad      | Il padre di Maxine       | 10 maggio 2016 | 10 aprile 2017  |
| 12 | Porn Addiction    | Confessioni imbarazzanti | 22 maggio 2016 | 10 aprile 2017  |
| 13 | President Trump   | I candidati              | 29 maggio 2016 | 17 aprile 2017  |